# منطقه اقتصادی اروپا
منطقه اقتصادی اروپا (EEA) بنا بر پیمان منطقه اقتصادی اروپا بنیان نهاده شد که امکان گسترش بازار واحد اتحادیه اروپا را به اعضای انجمن تجارت آزاد اروپا فراهم می‌کند. این منطقه اعضای اتحادیه اروپا و انجمن تجارت آزاد (ایسلند، لیختن‌اشتاین و نروژ) را به یک بازار داخلی پیوند می‌دهد که با همان قوانین پایه‌ای اداره می‌شوند. بریتانیا نیز از این رابطه در طول دوره گذار توسط پیمان‌ها بهره‌مند می‌شود. این قوانین برای قادر ساختن جابه‌جایی آزاد افراد، کالاها، خدمات و سرمایه‌ها درون بازار واحد اروپا، از جمله آزادی انتخاب اقامت در هر کشوری در این منطقه ایجاد شده‌اند. این منطقه در تاریخ ۱ ژانویه ۱۹۹۴ پس از لازم‌الاجرا شدن پیمان تأسیس شد. طرفین قرارداد اتحادیه اروپا و کشورهای عضو آن و همچنین ایسلند، لیختن اشتاین، نروژ و بریتانیا هستند.

## اعضا
| کشور          | امضا          | تصویب           | لازم‌الاجرا    | خروج           | یادداشت‌ها                                                                                           |
| ------------- | ------------- | --------------- | ------------- | -------------- | --------------------------------------------------------------------------------------------------- |
| اتریش         | ۲ مه ۱۹۹۲     | ۱۵ اکتبر ۱۹۹۲   | ۱ ژانویه ۱۹۹۴ |                | عضو اتحادیه (از ۱ ژانویه ۱۹۹۵) به عنوان یک عضو انجمن تجارت آزاد اروپا پذیرفته‌شد                     |
| بلژیک         | ۲ مه ۱۹۹۲     | ۹ نوامبر ۱۹۹۳   | ۱ ژانویه ۱۹۹۴ |                | عضو اتحادیه                                                                                         |
| بلغارستان     | ۲۵ ژوئیه ۲۰۰۷ | ۲۹ فوریه ۲۰۰۸   | ۹ نوامبر ۲۰۱۱ |                | عضو اتحادیه                                                                                         |
| کرواسی        | ۱۱ آوریل ۲۰۱۴ | 24 March 2015   | No            |                | عضو اتحادیه (از ۱ ژوئیه ۲۰۱۳) برنامه موقت (as a کشور خارج از پیمان) از ۱۲ آوریل ۲۰۱۴                |
| قبرس          | ۱۴ اکتبر ۲۰۰۳ | ۳۰ آوریل ۲۰۰۴   | ۶ دسامبر ۲۰۰۵ |                | عضو اتحادیه (درخواست (و اجرای) پیمان در مناطقی که به قبرس شمالی معروف هستند به حالت تعلیق درآمده‌است |
| جمهوری چک     | ۱۴ اکتبر ۲۰۰۳ | ۱۰ ژوئن ۲۰۰۴    | ۶ دسامبر ۲۰۰۵ |                | عضو اتحادیه                                                                                         |
| دانمارک       | ۲ مه ۱۹۹۲     | ۳۰ دسامبر ۱۹۹۲  | ۱ ژانویه ۱۹۹۴ |                | عضو اتحادیه                                                                                         |
| اتحادیه اروپا | ۲ مه ۱۹۹۲     | ۱۳ دسامبر ۱۹۹۳  | ۱ ژانویه ۱۹۹۴ |                | در اصل به عنوان جامعه اقتصادی اروپا و جامعه ذغال سنگ و فولاد اروپا                                  |
| استونی        | ۱۴ اکتبر ۲۰۰۳ | ۱۳ مه ۲۰۰۴      | ۶ دسامبر ۲۰۰۵ |                | عضو اتحادیه                                                                                         |
| فنلاند        | ۲ مه ۱۹۹۲     | ۱۷ دسامبر ۱۹۹۲  | ۱ ژانویه ۱۹۹۴ |                | عضو اتحادیه (از ۱ ژانویه ۱۹۹۵) به عنوان یک عضو انجمن تجارت آزاد اروپا پذیرفته‌شد                     |
| فرانسه        | ۲ مه ۱۹۹۲     | ۱۰ دسامبر ۱۹۹۳  | ۱ ژانویه ۱۹۹۴ |                | عضو اتحادیه                                                                                         |
| آلمان         | ۲ مه ۱۹۹۲     | ۲۳ ژوئن ۱۹۹۳    | ۱ ژانویه ۱۹۹۴ |                | عضو اتحادیه                                                                                         |
| یونان         | ۲ مه ۱۹۹۲     | ۱۰ سپتامبر ۱۹۹۳ | ۱ ژانویه ۱۹۹۴ |                | عضو اتحادیه                                                                                         |
| مجارستان      | ۱۴ اکتبر ۲۰۰۳ | ۲۶ آوریل ۲۰۰۴   | ۶ دسامبر ۲۰۰۵ |                | عضو اتحادیه                                                                                         |
| ایسلند        | ۲ مه ۱۹۹۲     | ۴ فوریه ۱۹۹۳    | ۱ ژانویه ۱۹۹۴ |                | عضو انجمن تجارت آزاد اروپا                                                                          |
| جمهوری ایرلند | ۲ مه ۱۹۹۲     | ۲۹ ژوئیه ۱۹۹۳   | ۱ ژانویه ۱۹۹۴ |                | عضو اتحادیه                                                                                         |
| ایتالیا       | ۲ مه ۱۹۹۲     | ۱۵ نوامبر ۱۹۹۳  | ۱ ژانویه ۱۹۹۴ |                | عضو اتحادیه                                                                                         |
| لتونی         | ۱۴ اکتبر ۲۰۰۳ | ۴ مه ۲۰۰۴       | ۶ دسامبر ۲۰۰۵ |                | عضو اتحادیه                                                                                         |
| لیختن‌اشتاین   | ۲ مه ۱۹۹۲     | ۲۵ آوریل ۱۹۹۵   | ۱ مه ۱۹۹۵     |                | عضو انجمن تجارت آزاد اروپا                                                                          |
| لیتوانی       | ۱۴ اکتبر ۲۰۰۳ | ۲۷ آوریل ۲۰۰۴   | ۶ دسامبر ۲۰۰۵ |                | عضو اتحادیه                                                                                         |
| لوکزامبورگ    | ۲ مه ۱۹۹۲     | ۲۱ اکتبر ۱۹۹۳   | ۱ ژانویه ۱۹۹۴ |                | عضو اتحادیه                                                                                         |
| مالت          | ۱۴ اکتبر ۲۰۰۳ | ۵ مارس ۲۰۰۴     | ۶ دسامبر ۲۰۰۵ |                | عضو اتحادیه                                                                                         |
| هلند          | ۲ مه ۱۹۹۲     | ۳۱ دسامبر ۱۹۹۲  | ۱ ژانویه ۱۹۹۴ |                | عضو اتحادیه                                                                                         |
| نروژ          | ۲ مه ۱۹۹۲     | ۱۹ نوامبر ۱۹۹۲  | ۱ ژانویه ۱۹۹۴ |                | عضو انجمن تجارت آزاد اروپا                                                                          |
| لهستان        | ۱۴ اکتبر ۲۰۰۳ | ۸ اکتبر ۲۰۰۴    | ۶ دسامبر ۲۰۰۵ |                | عضو اتحادیه                                                                                         |
| پرتغال        | ۲ مه ۱۹۹۲     | ۹ مارس ۱۹۹۳     | ۱ ژانویه ۱۹۹۴ |                | عضو اتحادیه                                                                                         |
| رومانی        | ۲۵ ژوئیه ۲۰۰۷ | ۲۳ مه ۲۰۰۸      | ۹ نوامبر ۲۰۱۱ |                | عضو اتحادیه                                                                                         |
| اسلواکی       | ۱۴ اکتبر ۲۰۰۳ | ۱۹ مارس ۲۰۰۴    | ۶ دسامبر ۲۰۰۵ |                | عضو اتحادیه                                                                                         |
| اسلوونی       | ۱۴ اکتبر ۲۰۰۳ | ۳۰ ژوئن ۲۰۰۵    | ۶ دسامبر ۲۰۰۵ |                | عضو اتحادیه                                                                                         |
| اسپانیا       | ۲ مه ۱۹۹۲     | ۳ دسامبر ۱۹۹۳   | ۱ ژانویه ۱۹۹۴ |                | عضو اتحادیه                                                                                         |
| سوئد          | ۲ مه ۱۹۹۲     | ۱۸ دسامبر ۱۹۹۲  | ۱ ژانویه ۱۹۹۴ |                | عضو اتحادیه (از ۱ ژانویه ۱۹۹۵) به عنوان یک عضو انجمن تجارت آزاد اروپا پذیرفته‌شد                     |
| سوئیس         | ۲ مه ۱۹۹۲     | نه              | نه            |                | عضو انجمن تجارت آزاد اروپا عضویت در پیمان طی یک همه‌پرسی در سال ۱۹۹۲ رد شد                           |
| بریتانیا      | ۲ مه ۱۹۹۲     | ۱۵ نوامبر ۱۹۹۳  | ۱ ژانویه ۱۹۹۴ | ۳۱ ژانویه ۲۰۲۰ | عضو سابق اتحادیه                                                                                    |